# Stemma del Galles

Lo scudo del principato del Galles

Lo Stemma del Principato del Galles (in gallese Bathodyn Brenhinol Cymru) è usato dall'erede al trono britannico per rappresentare la nazione una volta nominato Principe di Galles. Al contrario degli stemmi di Inghilterra e Scozia nelle loro nazioni, quello gallese non è mai stato molto usato in passato come simbolo in Galles, sebbene oggi sia sempre più presente nella sua versione senza la corona.
Può essere blasonato quarterly Or and gules, four lions countercharged langued and armed azure (inquartato d'oro e di rosso, a quattro leoni dell'uno nell'altro, armati e lampassati d'azzurro). Si basa sulle armi create da Llewelyn il Grande, famoso principe di Galles del XIII secolo. Il motto è PLEIDIOL WYF I'M GWLAD (Gallese: Io sono fedele alla mia patria).

## Storia
Quando nel 1911 il futuro Edoardo VIII divenne Principe di Galles, fu pubblicato un documento che illustrava le sue armi. Invece delle abituali armi reali brisate da un lambello di tre pendenti, le sue armi principali includevano anche uno scudetto sul tutto coronato con la sua corona ereditaria e contenente questo stemma per rappresentare il principato del Galles.
Non è chiaro, prima di questa data, se queste armi erano considerate armi del Galles o semplicemente armi di Llewelyn. Sicuramente esse non erano state usate in precedenza dagli eredi ai troni inglese o del Regno Unito; inoltre, nel suo libro del 1909 A Complete Guide to Heraldry, Arthur Fox-Davies scrisse: È molto spiacevole che le armi di S.A.R. il Principe di Galles non includano ... alcun riferimento ai suoi titoli di Principe di Galles o di Conte di Chester. Prima di questa innovazione, il solo riferimento al Galles nelle armi reali era stato l'inserimento, tra molti altri elementi simbolici, di un drago di rosso su un monte di verde — simbolo reale su cui si basa oggi la Bandiera gallese.
Nel 1960 circa, il Principe Carlo (Principe di Galles) decise di usare uno stendardo con le armi del Principato, modificate con uno scudetto con la sua corona araldica, quando svolgeva i suoi compiti reali nel Galles.

## Galleria d'immagini

Stendardo del Principe in Galles
Stendardo del Principe in Inghilterra e Irlanda del Nord
Vecchio stemma del principe di Galles, (fino al 1910)
nuovo stemma del Principe di Galles (con lambello e scudetto sul tutto)